# Condado de Moriana del Río
El condado de Moriana del Río es un título nobiliario español creado el 17 de marzo de 1698 por el rey Carlos II a favor de Juan de Horcasitas y Avellaneda, alcalde del Campo de Calatrava y regidor perpetuo de Guadalajara y caballero de la Orden de Alcántara.
La denominación se refiere a la localidad de Moriana en la provincia de Burgos.

## Condes de Moriana del Río
|                        | Titular                                                         | Periodo                |
| Creación por Carlos II | Creación por Carlos II                                          | Creación por Carlos II |
| ---------------------- | --------------------------------------------------------------- | ---------------------- |
| I                      | Juan de Horcasitas y Avellaneda                                 | 1698-1726              |
| II                     | Juan Francisco de Horcasitas y Oleaga                           | 1726-1739              |
| III                    | Juana Petronila de Horcasitas y del Castillo                    | 1739-1755              |
| IV                     | Juan María del Castillo y Horcasitas                            | 1755-1765              |
| V                      | Juan del Castillo y Heredia                                     | 1765-1770              |
| VI                     | Francisco María del Castillo y Fajardo                          | 1770-1798              |
| VII                    | Francisco Javier de Santisteban y Horcasitas                    | 1798-1826              |
| VIII                   | María Dolores Santisteban y Horcasitas                          | 1826-1849              |
| IX                     | Ignacio Fernández de Henestrosa y Santisteban                   | 1887-1895              |
| X                      | Ignacio Fernández de Henestrosa y Ortiz de Mioño                | 1896-1934              |
| XI                     | Victoria Eugenia Fernández de Córdoba y Fernández de Henestrosa | 1957-1969              |
| XII                    | Ignacio Medina y Fernández de Córdoba                           | 1969-1987              |
| XIII                   | Victoria Eugenia Fernández de Córdoba y Fernández de Henestrosa | 1987-2013              |
| XIV                    | Victoria Elisabeth de Hohenlohe-Langenburg y Schmidt-Polex      | 2018-actual titular    |

## Historia de los condes de Moriana del Río
- Juan de Horcasitas y Avellaneda (1 de mayo de 1655-1726), I conde de Moriana del Río, caballero de la Orden de Alcántara, consejero de Hacienda, señor de las villas de Galápagos, Camarma y Casafuerte de Horcasitas, gentilhombre de cámara del rey Carlos II, regidor de Quintana, regidor del consejo de Sopuerta. Era hijo de Pascual de Horcasitas y de María de Avellaneda.[2]

Casó con María Josefa Oleaga y Núñez del Valle. Fueron padres de Juan Francisco, que heredó condado, y de María Gertrudis Horcasitas y Oleaga que casó con Pedro Regalado Horcasitas y Salazar, I marqués de la Vera. Le sucedió su hijo:
- Juan Francisco de Horcasitas y Oleaga (Madrid, 1684-31 de julio de 1739), II conde de Moriana del Río.[1]

Casó con Violante del Castillo y Veintimiglia, hija de Francisco del Castillo Fajardo y Muñoz, II marqués de Villadarias, y de su esposa Paula Veintimiglia Rodríguez de Santisteban. Le sucedió su hija:
- Juana Petronila de Horcasitas y del Castillo (24 de junio de 1721-22 de enero de 1755),  III  condesa de Moriana del Río.[1]

Casó con su tío materno, Juan Bautista del Castillo Fajardo y Veintimiglia (1696-1773), IV marqués de Villadarias, V príncipe de Santo Mauro, V conde de Peñón de la Vega y IX marqués de Crópani, hijo de Francisco del Castillo Fajardo y Muñoz, II marqués de Villadarias, y de su esposa Paula Veintimiglia Rodríguez de Santisteban, natural de Málaga. Le sucedió su hijo
- Juan María del Castillo y Horcasitas, también llamado Juan del Castillo y Fajardo[1]  (20 de julio de 1741-19 de mayo de 1765),[6] IV conde de Moriana del Río.[1]

Casó, siendo su primer esposo, el 22 de octubre de 1762 con Antonia María de Heredia y Rocamora, VIII marquesa de Rafal. La marquesa de Rafal contrajo un segundo matrimonio en 1772 con Pablo Melo de Portugal y de la Rocha. Sucedió su hijo póstumo:
- Juan del Castillo y Heredia, también llamado Juan María del Castillo Horcasitas (m. 16 de agosto de 1770), V conde de Moriana del Río.[1]  Sucedió su tío paterno:

- Francisco María del Castillo y Fajardo (Badalona, 16 de julio de 1742-31 de octubre de 1798), VI conde de Moriana del Río,[1] V marqués de Villadarias, X marqués de Crópani , VII conde de Peñón de la Vega, VII príncipe de Santo Mauro,[7] teniente general, comendador de Estriana en la Orden de Santiago y caballero de la Orden del Toisón de Oro en 11 de abril de 1794.[8]

Casó el 8 de julio de 1771, en Madrid, con María de la Concepción Teresa Fernández de Córdoba y Sarmiento, hija de los condes de Salvatierra. Fueron padres de un hijo, Francisco María del Castillo, que fue el VIII conde del Peñón de la Vega y falleció sin descendencia. Le sucedió su primo hermano:
- Francisco Javier de Santisteban y Horcasitas (Granada, 20 de enero de 1765-Cádiz, 19 de mayo de 1826),[10] VII conde de Moriana del Río, VI marqués de Villadarias, VIII príncipe de Santo Mauro de Nápoles y caballero de la Orden de Calatrava.[10]

Casó el 15 de septiembre de 1782, en Alcalá de Henares, con María Josefa de Horcasitas y Melo de Portugal, III marquesa de la Vera. Le sucedió su hija:
- María de los Dolores de Santisteban y Horcasitas (1795-4 de marzo de 1862), VIII condesa de Moriana del Río,[1] IV marquesa de la Vera, VII marquesa de Villadarias, VIII princesa de Santo Mauro de Nápoles (este título se suprimió a su muerte, por lo que fue la última princesa de Santo Mauro de Nápoles).

Casó con Diego Fernández de Henestrosa y Montenegro. El 18 de febrero de 1849, por cesión, sucedió su hijo:
- Ignacio Fernández de Henestrosa y Santisteban (Madrid, febrero de 1819-Carresse, 1895),[11] IX conde de Moriana del Río y caballero de la Orden de Calatrava, de la Orden de Carlos III y maestrante de Sevilla.

Casó el 18 de febrero de 1849, en Madrid, con María Rafaela Ortiz de Mioño (1821-1905), I condesa de Estradas y XI marquesa de Cilleruelo. El 31 de agosto de 1896 sucedió su hijo:
- Ignacio Fernández de Henestrosa y Ortiz de Mioño (Madrid, 7 de julio de 1851-Carresse 18 de abril de 1934), X conde de Moriana del Río,[1] XII marqués de Cilleruelo, maestrante de Sevilla, gentilhombre de cámara del rey.[13]

Casó en Madrid el 10 de abril de 1877 con Francisca Gayoso de los Cobos y Sevilla, XV marquesa de Camarasa, grande de España, VII marquesa de la Puebla de Parga y XVIII condesa de Castrojeriz. En 12 de julio de 1957, le sucedió su nieta, que en 1951 había solicitado la sucesión en el título de conde de la Moriana del Río por fallecimiento de su abuelo:
- Victoria Eugenia Fernández de Córdoba y Fernández de Henestrosa (Madrid, 16 de abril de 1917-Sevilla, 18 de agosto de 2013) XI condesa de Moriana del Río, XIII marquesa de Cilleruelo,[15] XVIII duquesa de Medinaceli, etc. y catorce veces grande de España.[13]

Casó con Rafael de Medina y de Villalonga. En 7 de mayo de 1969, por distribución sucedió su hijo:
- Ignacio Medina y Fernández de Córdoba, XII conde de Moriana del Río.[16]

En 29 de abril de 1987, por segunda vez, sucedió su madre a quien cedió el título:
- Victoria Eugenia Fernández de Córdoba y Fernández de Henestrosa (1917-2013), XIII condesa de Moriana del Río,[17] etc. Sucedió su nieta:

- Victoria Elisabeth de Hohenlohe-Langenburg y Schmidt-Polex (1997-), XIV condesa de Moriana del Río.